# Parti des industriels et entrepreneurs d'Ukraine
Ne doit pas être confondu avec Parti des industriels et des entrepreneurs.
Le Parti des industriels et entrepreneurs d'Ukraine (en ukrainien : Партія промисловців i підприємців України, abrégé PPPU), est un parti politique ukrainien, fondé le 4 août 2000. Son fondateur, et président de 2000 à 2009, est l'ancien Premier ministre Anatoliy Kinakh. Le parti est affilié au Parti des régions.

## Histoire
Lors des élections législatives de 2002, le parti des industriels et entrepreneurs d'Ukraine fait partie de la coalition Pour l'Ukraine unie !, qui recueille 11,8 % des suffrages. En février 2005, à la suite de la Révolution orange, son chef Anatoliy Kinakh est nommé premier vice-premier ministre dans le premier gouvernement Tymochenko.
Pour les élections législatives de 2006, le parti est affilié à la liste pro-gouvernementale Notre Ukraine (en ukrainien : Наша Україна), tandis que pour celles de 2007, il présente des candidats au sein de la liste du Parti des régions de Viktor Ianoukovytch.
Le 27 novembre 2009, Oleksandr Korobchinskiy succède à Kinakh à la tête du parti. Korobchinskiy est abattu à Odessa, le 5 janvier 2011
Aux élections locales ukrainiennes de 2010, le parti remporte en tout neuf sièges, dont six dans l'oblast de Lviv.

## Source
- (en) Cet article est partiellement ou en totalité issu de l’article de Wikipédia en anglais intitulé « Party of Industrialists and Entrepreneurs of Ukraine » (voir la liste des auteurs).